# 伯尼厄
伯尼厄（法語：Beugneux，法語發音：[bœɲø]）是法国上法蘭西大區埃纳省的一个市镇，属于苏瓦松区。

## 地理
伯尼厄（49°14'4"N, 3°24'51"E）面积7.68 平方千米，位于法国上法蘭西大區埃纳省，该省份为法国北部内陆省份，北起北部省，西接索姆省和瓦兹省，东临阿登省和马恩省，西南至塞纳-马恩省，东北部与比利时接壤。
与伯尼厄接壤的市镇（或旧市镇、城区）包括：阿尔西圣雷斯蒂蒂、布吕耶尔叙费尔、克拉马耶、洛努瓦、乌希堡、大罗祖瓦。

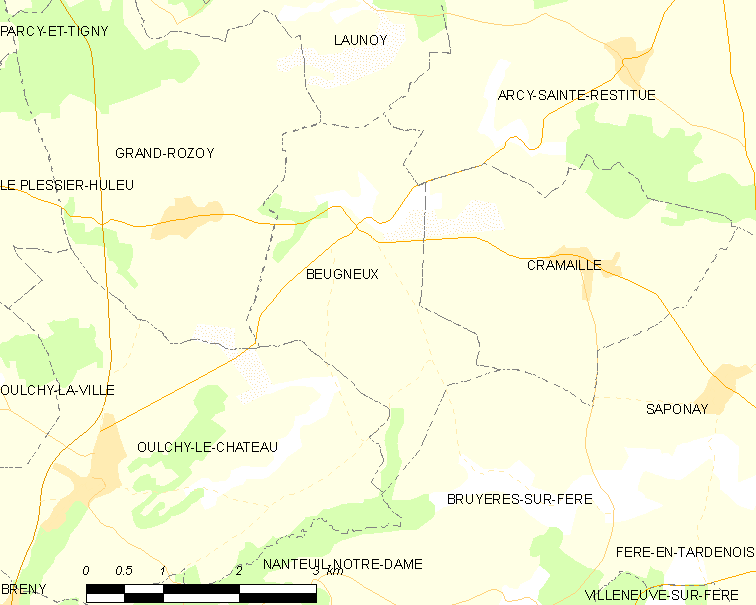
伯尼厄的OSM定位图

伯尼厄的时区为UTC+01:00、UTC+02:00（夏令时）。

## 行政
伯尼厄的邮政编码为02210，INSEE市镇编码为02082。

## 政治
伯尼厄所属的省级选区为维莱科特雷县。

## 人口

1962-2008年间伯尼厄人口变化图示

伯尼厄于2022年1月1日时的人口数量为117人。